# Shantanu Basu
Shantanu Basu (nacido en 1964) es un astrofísico estadounidense y profesor del Departamento de Física y Astronomía de la Universidad canadiense de Western Ontario, en London, Ontario.

## Carrera
Basu recibió su doctorado en Física de la Universidad de Illinois en Urbana-Champaign en 1993, y ocupó puestos académicos en la Universidad Estatal de Míchigan y el Instituto Canadiense de Astrofísica Teórica, en Toronto, antes de unirse a Western en 1999. Basu ha hecho contribuciones a la comprensión de la fragmentación de las nubes moleculares interestelares, el papel de los campos magnéticos y el momento angular en el colapso gravitacional y la formación de estrellas, el origen de las explosiones de luminosidad de objetos estelares jóvenes y el origen de las leyes de potencia en la distribución de masa de las estrellas. Es uno de los creadores del Modelo de Embrión Migrante para la evolución del disco protoplanetario, que es un escenario unificado para el transporte del momento angular, la formación de estrellas binarias y planetas gigantes, y la formación de objetos de baja masa expulsados que flotan libremente.

## Premios y honores
El asteroide 277883 Basu, descubierto por el astrónomo canadiense Paul Wiegert en los Observatorios de Mauna Kea en 2006, recibió su nombre en su honor. La cita oficial del nombre fue publicada por el Minor Planet Center el 19 de septiembre de 2013 ( MPC 85018 ).